# Glikoprotein-fukozilgalaktozid a-N-acetilgalaktozaminiltransferaza
Glikoprotein-fukozilgalaktozid a-N-acetilgalaktozaminiltransferaza (EC 2.4.1.40, A-transferaza, histo-krvna grupa A glikoziltransferaza (Fucalfa1->2Galalfa1->3--acetilgalaktozaminiltransferaza), UDP-GalNAc:Fucalfa1->2Galalfa1->3--acetilgalaktozaminiltransferaza, alfa-3-N-acetilgalaktozaminiltransferaza, supstance krvne grupe alfa-acetiltransferaza, acetilgalaktozaminiltransferaza zavisna od supstance A krvne grupe, fukozilgalaktozna acetilgalaktozaminiltransferaza, histo-krvna grupa A acetilgalaktozaminiltransferaza, histo-krvna grupa A transferaza, UDP--acetil--galaktozamin:alfa-L-fukozil-1,2-D-galaktoza 3--acetil--galaktozaminiltransferaza, UDP--acetil--galaktozamin:glikoprotein-alfa--fukozil-(1,2)-D-galaktoza 3--acetil--galaktozaminiltransferaza) je enzim sa sistematskim imenom UDP-N-acetil-alfa--galaktozamin:glikoprotein-alfa--fukozil-(1->2)--galaktoza 3--acetil--galaktozaminiltransferaza. Ovaj enzim katalizuje sledeću hemijsku reakciju
UDP--acetil-alfa--galaktozamin + glikoprotein-alfa--fukozil-(1->2)--galaktoza {\displaystyle \rightleftharpoons } UDP + glikoprotein-N-acetil-alfa--galaktozaminil-(1->3)-[alfa--fukozil-(1->2)]--galaktoza
Ovaj enzim deluje na supstance koje određuju krvne grupe. On može da koristi brojne 2-fukozil-galaktozide kao akceptore.

## Literatura
- Nicholas C. Price; Lewis Stevens (1999). Fundamentals of Enzymology: The Cell and Molecular Biology of Catalytic Proteins (Third изд.). USA: Oxford University Press. ISBN 019850229X.
- Eric J. Toone (2006). Advances in Enzymology and Related Areas of Molecular Biology, Protein Evolution (Volume 75 изд.). Wiley-Interscience. ISBN 0471205036.
- Branden C; Tooze J. Introduction to Protein Structure. New York, NY: Garland Publishing. ISBN 0-8153-2305-0.
- Irwin H. Segel. Enzyme Kinetics: Behavior and Analysis of Rapid Equilibrium and Steady-State Enzyme Systems (Book 44 изд.). Wiley Classics Library. ISBN 0471303097.

## Spoljašnje veze
- Glycoprotein-fucosylgalactoside+alpha-N-acetylgalactosaminyltransferase на 